# クレア・ホール
クレア・ホール（英: Clare Hall）はイギリスのケンブリッジ大学を構成するカレッジのひとつ。クレア・カレッジによって1966年に設立された。高等研究を目的とし、博士研究員・フェロー・大学院生だけで構成される。もともとは高等研究所として設立され、後にカレッジへと発展した。
クレア・ホールの学生はわずか200人でカレッジの中で最も少ない部類だが、およそ125人のフェローを擁し、ケンブリッジ大学を構成するカレッジの中ではフェローの比率は最も高い。クレア・ホールはフォーマルホールやチュートリアルシステムなど、ケンブリッジの多くの伝統を守っている。

## 歴史
クレア・ホールはクレア・カレッジ(以前は1338年から1856年まで「クレア・ホール」として知られていた)によって設立された。先端研究の中心としてだけではなく、学士を取得済で上位の学位を目指す大学院生、 博士研究員 、大学で教員または研究ポストを持つ恒久的なフェロー、そして世界中の大学からの休暇を利用して来る客員研究員たちとその家族の社交の場として機能することが目的とされた。
1964年1月にクレア・カレッジがこの新しいセンターを設立することを決定した後、最初の計画は少人数のフェローの間で立案された。カレッジ長であるエリック・アシュビーが議長を務めた。新しいセンターは、大学自体が19世紀半ばまで500年以上前から知られていた古代の名前である「クレア・ホール」と呼ばれることで合意された。 クレア・ホールはクレア・カレッジと密接な関係を保ち、いくつかの施設や年中行事を共有している。 
イタリアのボローニャ大学高等研究所は、これまでのところクレアホールを明確にモデルとした唯一の海外機関である。

### 著名な卒業生と過去のフェロー
- ポール・バーグ、1980年ノーベル化学賞受賞者[3]
- ジョセフ・ブロツキー 、1987年ノーベル文学賞受賞者[3]
- JoséWendell Capili 、フィリピン人作家
- Jeff Colyer、アメリカ合衆国カンザス州知事
- 金大中、元韓国大統領、2000年ノーベル平和賞受賞者[3]
- デビッド・N・ファー 、イギリスの歴史家、学校長
- アイヴァー・ジェーバー、1973年ノーベル物理学賞受賞者[3]
- タマラクリシュナゴスワミ 、ヒンズー教の神学者
- シェイマス・ヒーニー、1995年ノーベル文学賞受賞者[3]
- トビアス・ヘクト、人類学者
- ウィリアム・ノードハウス、2018年ノーベル経済学賞受賞者[4]
- バーバラ・サハキアン 、臨床神経心理学教授
- フィリススターキー 、元労働党MP
- Budiman Sudjatmiko、インドネシアの活動家、政治家
- デヴィッド・J・サウレス、2016年ノーベル物理学賞受賞者[5]

## 参照
- クレア・ホール・ボート・クラブ（英語版）